# Handschinurida
Genre
Synonymes
- Handschinia Stach, 1949 nec Lallemand, 1935

Handschinurida est un genre de collemboles de la famille des Neanuridae.

## Distribution
Les espèces de ce genre se rencontrent en Amérique.

## Liste des espèces
Selon Checklist of the Collembola of the World (version du 29 octobre 2019) :
- Handschinurida fluminensis (Arlé, 1939)
- Handschinurida proxima (Arlé, 1939)
- Handschinurida rauli (Queiroz & de Mendonça, 2014)

## Étymologie
Ce genre est nommé en l'honneur d'Eduard Handschin.

## Publications originales
- Queiroz, 2015 : Handschinurida nom. nov (Collembola, Neanuridae), a substitute name for the homonym Handschinia Stach, 1949. Zootaxa, no 4021(3), p. 499-500.
- Stach, 1949 : The Apterygotan Fauna of Poland in Relation to the World-Fauna of this group of Insects. Families: Anuridae and Pseudachorutidae. Polska Akademia Umiej tno ci, Acta monographica Musei Historiae Naturalis, Kraków, p. 1-122.